# Erik Albogius
Erik Albogius, född som Erik Johansson kring 1610 i Alboga socken i Västergötland, död  1678 i Narva, var en svensk präst i Ingermanland, superintendent i Narva. 
Troligen den Ericus Johannis Westgothus som 1628 skrev in sig vid Uppsala universitet. 1639 kyrkoherde i Kattila i Ingermanland. Kyrkoherde i Ivangorod 1643. Omnämns som prost 1643 i samband med prästmöte, där han höll predikan på ryska. Samtidigt pastor i överste Brakels regemente. Skrev in sig vid Tartu universitet 1651 och försvarade där redan påföljande dag avhandlingen ”Disputatio philosophica de modestia et magnamitate” och promoverades till filosofie magister.
Han motsatte sig de grekisk-ortodoxas strävanden att fritt få utöva sin tro i Ingermanland. Efter sin tid som kyrkoherde i Kattila flyttade Albogius, som behärskade ryska språket, till Narva för att bli garnisonspräst och medlem i konsistoriet. 
Superintendenten Henrik Stahel hade låtit Albogius predika i Ivangorods ryska kyrka, vilket väckte anstöt bland de ortodoxa, vilka var tvungna att betala honom avgifter för kyrkliga tjänster.
En central uppgift för de lutherska prästerna i Ingermanland var att omvända den grekisk-ortodoxa befolkningen till den lutherska tron. Det var inte enkelt. För den unga stormakten Sverige gällde det knappast i första hand om religiöst nit. Det handlade mer om att göra befolkningen i den nya delen av riket västvänd och lojal med deras nya tillhörighet.
Flera metoder för att omvända befolkningen prövades. En tanke var att de lutherska prästerna skulle leva på ett föredömligt sätt – och därmed vinna anhängare. Men i en tid då superi och vidlyftigt umgänge med damer kännetecknade många prästers liv fick den strategin aldrig någon riktig chans. Mer blev det hot, trakasserier, lock och pock och etnisk rensning. Successivt trängdes den ryska tron undan. 
För sin flit med att omvända ryssar till lutherdomen fick han 1645 kungligt brev om förläning av jord i Täyssinä och i Kurgula by.
1673 utnämndes Erik Albogius till superintendent i Narva, ett ämbete som han tidigare skött som ställföreträdare. Vid tillträdet till denna tjänst var han redan en gammal man. Död i Narva 1678.